# Crna Bara (Vlasotince)
Crna Bara (Vlasotince) (em cirílico: Црна Бара) é uma vila da Sérvia localizada no município de Vlasotince, pertencente ao distrito de Jablanica, na região de Vlasina. A sua população era de 125 habitantes segundo o censo de 2011.

## Demografia
| 1948 | 1953 | 1961 | 1971 | 1981 | 1991 | 2002 | 2011 |
| ---- | ---- | ---- | ---- | ---- | ---- | ---- | ---- |
| 821  | 791  | 789  | 634  | 469  | 315  | 224  | 125  |